# Википедија на бенгалском језику
Википедија на бенгалском језику је верзија Википедије на бенгалском језику, слободне енциклопедије, која данас има 304.203 чланака и заузима на листи Википедија 67. место.